# Jux-Brüder
Jux-Brüder ist ein Walzer von Johann Strauss (Sohn) (op. 208). Das Werk wurde am 15. Februar 1858 im Tanzlokal Zum Sperl erstmals aufgeführt.

## Einzelnachweis
1. ↑  Quelle: Englische Version des Booklets (Seite 68) in der 52 CDs umfassenden Gesamtausgabe der Orchesterwerke von Johann Strauß (Sohn), Hrsg. Naxos (Label). Das Werk ist als neunter Titel auf der 24. CD zu hören.